# Damir Džumhur
Damir Džumhur (pronunciado /dámir yúmjur/ en fonética española; Sarajevo, Bosnia y Herzegovina, 20 de mayo de 1992) es un tenista profesional bosnio.

## Carrera
En 2011 comienza su carrera como profesional. Hasta ahora, su puesto más alto a nivel individual fue el n.º 23, alcanzado el 02 de julio de 2018. A nivel de dobles alcanzó el puesto N.º 301 el 7 de marzo de 2016.
En 2016 derrotó a Rafael Nadal en el Master 1000 de París (si bien es cierto que éste le ganó cómodamente el primer set, y tuvo que retirarse por lesión) y a Tomáš Berdych, en la ronda de 1/32 del Master 1000 de Montecarlo (Mónaco), torneo donde sería eliminado en 1/16 por Miloš Raonić.
Ha ganado hasta el momento 3 torneos de la categoría ATP Challenger Series en individuales así como también varios título futures en individuales y en dobles.

### 2014
En enero de 2014, Dzumhur se convirtió en el primer representante masculino de Bosnia para jugar en el cuadro principal de un torneo de Grand Slam. Alcanzó la tercera ronda donde finalmente perdió con el séptimo favorito Tomáš Berdych. En el camino a esta etapa, Dzumhur derrotó a Dustin Brown, Niels Desein, Ruben Bemelmans en la fase clasificatoria, antes de ganar contra Jan Hájek, y el trigésimo segundo cabeza de serie Ivan Dodig.
En abril obtuvo su primer título de la categoría ATP Challenger Series al ganar la Mersin Cup 2014 disputado en la ciudad de Mersin, Turquía. Dzumhur se impuso por 7-6(4), 6-3 sobre el principal preclasificado Pere Riba, que entró en la final después de haber ganado 11 de sus 12 partidos anteriores. Por lo tanto se une a Amer Delić como los únicos jugadores en ganar en el circuito Challenger bajo la bandera de Bosnia. Más adelante, en el mes de junio consiguió su segundo título del año y de su carrera al adjudicarse campeón del Challenger de Arad 2014 derrotando al español Pere Riba en la final por 6-4, 7-63. En julio Dzumhur se convirtió en el sexto jugador que ha sido tres veces campeón en el ATP Challenger Tour en 2014, derrotando al primer favorito Andreas Haider-Maurer 6-3, 6-3 frente a más de 1200 espectadores en la final del Challenger de San Benedetto.

### Copa Davis
Desde el año 2010 es participante del Equipo de Copa Davis de Bosnia y Herzegovina. Tiene en esta competición un récord total de partidos ganados/perdidos de 7/7 (6/6 en individuales y 1/1 en dobles).

## Títulos ATP (3; 3+0)

### Individual (3)
| Leyenda                         |
| Grand Slam (0)                  |
| ATP Wourld Tour Finals (0)      |
| ATP Masters 1000 World Tour (0) |
| ATP World Tour 500 series (0)   |
| ATP World Tour 250 series (3)   |

| N.º | Fecha                    | Torneo          | Superficie | Oponente en la final | Resultado     |
| --- | ------------------------ | --------------- | ---------- | -------------------- | ------------- |
| 1.  | 24 de septiembre de 2017 | San Petersburgo | Dura (i)   | Fabio Fognini        | 3-6, 6-4, 6-2 |
| 2.  | 22 de octubre de 2017    | Moscú           | Dura (i)   | Ričardas Berankis    | 6-2, 1-6, 6-4 |
| 3.  | 30 de junio de 2018      | Antalya         | Hierba     | Adrian Mannarino     | 6-1, 1-6, 6-1 |

#### Finalista (1)
| N.º | Fecha                | Torneo        | Superficie | Oponente en la final | Resultado |
| --- | -------------------- | ------------- | ---------- | -------------------- | --------- |
| 1.  | 26 de agosto de 2017 | Winston-Salem | Dura       | Roberto Bautista     | 4-6, 4-6  |

### Dobles (0)
| Leyenda                         |
| Grand Slam (0)                  |
| ATP Wourld Tour Finals (0)      |
| ATP Masters 1000 World Tour (0) |
| ATP World Tour 500 series (0)   |
| ATP World Tour 250 series (0)   |

#### Finalista (1)
| N.º | Fecha                 | Torneos | Superficie | Pareja         | Oponentes en la final     | Resultado |
| --- | --------------------- | ------- | ---------- | -------------- | ------------------------- | --------- |
| 1.  | 22 de octubre de 2017 | Moscú   | Dura (i)   | Antonio Šančić | Max Mirnyi Philipp Oswald | 3-6, 5-7  |

## Títulos Challenger; 14 (14 + 0)
| Leyenda             | Ganados | Perdidos |
| ------------------- | ------- | -------- |
| ATP Challenger Tour | 14      | 8        |

### Individuales (14)
| N.º | Fecha      | Torneo                      | Superficie        | Oponentes en la final   | Resultado      |
| --- | ---------- | --------------------------- | ----------------- | ----------------------- | -------------- |
| 1.  | 13.04.2014 | Challenger de Mersin        | Tierra batida     | Pere Riba               | 7-64, 6-3      |
| 2.  | 08.06.2014 | Challenger de Arad          | Tierra batida     | Pere Riba               | 6-4, 7-63      |
| 3.  | 13.07.2014 | Challenger de San Benedetto | Tierra batida     | Andreas Haider-Maurer   | 6-3, 6-3       |
| 4.  | 15.02.2015 | Challenger de Santo Domingo | Tierra batida     | Renzo Olivo             | 7-5, 3-1, ret. |
| 5.  | 13.09.2015 | Challenger de Alphen        | Tierra batida     | Igor Sijsling           | 6-1, 2-6, 6-1  |
| 6.  | 17.10.2015 | Challenger de Casablanca 2  | Tierra batida     | Daniel Muñoz de la Nava | 3-6, 6-3, 6-2  |
| 7.  | 25.06.2017 | Challenger de Blois         | Tierra batida     | Calvin Hemery           | 6-1, 6-3       |
| 8.  | 10.09.2023 | Challenger de Estambul      | Dura              | Lukáš Klein             | 7-6(5), 6-3    |
| 9.  | 07.04.2024 | Challenger de Barletta      | Tierra batida     | Harold Mayot            | 6-1, 6-3       |
| 10. | 28.04.2024 | Challenger de Ostrava       | Tierra batida     | Henri Squire            | 6-2, 4-6, 7-5  |
| 11. | 09.06.2024 | Challenger de Zagreb        | Tierra batida     | Luka Mikrut             | 7-5, 6-0       |
| 12. | 17.08.2024 | Challenger de Santo Domingo | Tierra batida     | Andrés Andrade          | 6-4, 6-4       |
| 13. | 08.09.2024 | Challenger de Estambul      | Dura              | Hamad Medjedovic        | 6-4, 6-2       |
| 14. | 01.12.2024 | Challenger de Maia          | Tierra batida (i) | Francesco Passaro       | 6-3, 6-4       |

### Finalista (8)
| N.º | Fecha      | Torneo                      | Superficie    | Oponentes en la final   | Resultado     |
| --- | ---------- | --------------------------- | ------------- | ----------------------- | ------------- |
| 1.  | 15.06.2013 | Challenger de Košice        | Tierra        | Mikhail Kukushkin       | 4–6, 6–1, 2–6 |
| 2.  | 21.07.2013 | Challenger de Posnania      | Tierra        | Andreas Haider-Maurer   | 6–4, 1–6, 5–7 |
| 3.  | 21.02.2015 | Challenger de Morelos       | Tierra        | Victor Estrella         | 5-7, 4-6      |
| 4.  | 19.08.2017 | Challenger de Santo Domingo | Tierra batida | Víctor Estrella         | 46-7, 4-6     |
| 5.  | 10.11.2019 | Challenger de Bratislava    | Dura (i)      | Dennis Novak            | 1-6, 1-6      |
| 6.  | 11.10.2020 | Challenger de Barcelona     | Tierra batida | Carlos Alcaraz          | 6-4, 2-6, 1-6 |
| 7.  | 17.04.2021 | Challenger de Belgrado      | Tierra batida | Roberto Carballés Baena | 4-6, 5-7      |
| 8.  | 24.09.2023 | Challenger de Sibiu         | Tierra batida | Nerman Fatić            | 2-6, 4-6      |